# Chứ Kbô
Chứ Kbô là một xã và là huyện lỵ của huyện Krông Búk, tỉnh Đắk Lắk, Việt Nam.

## Địa lý
Xã Chứ Kbô có vị trí địa lý:
- Phía đông giáp huyện Krông Năng
- Phía tây giáp xã Cư Pơng
- Phía nam giáp thị trấn Pơng Drang và xã Ea Ngai
- Phía bắc giáp xã Cư Né.

Xã Chứ Kbô có diện tích 62,95 km², dân số năm 1999 là 9.866 người, mật độ dân số đạt 157 người/km².

## Lịch sử
Ngày 27 tháng 7 năm 1999, Chính phủ ban hành Nghị định số 61/1999/NĐ-CP về việc thành lập xã Chứ Kbô trên cơ sở 6.295 ha diện tích tự nhiên và 7.957 nhân khẩu của xã Pơng Drang.